# Esame delle feci
In medicina l'esame delle feci è uno screening diagnostico che consiste nella valutazioni delle feci, sia visive sia mediante esami chimici utili per il controllo della funzione del tubo digerente.

## Esami di laboratorio
Alcuni esami possono essere il dosaggio dell'attività tripsinica, dell'azoto totale, della bile dei grassi e dell'urobilinogeno. Le lesioni sanguinanti possono essere individuate con il test per la ricerca di sangue occulto, effettuato in genere su tre campioni raccolti in giorni consecutivi.
La diagnosi di patologie infettive a carico del tubo digerente si effettua attraverso la coprocoltura, eventualmente accompagnata dall'antibiogramma.
Il sospetto di una parassitosi intestinale può portare a una ricerca mirata di questi organismi o delle loro uova. In altri casi l'esame può portare a diagnosi di malattie da malassorbimento mentre l'eventuale sanguinamento può portare alla scoperta di masse tumorali dell'apparato digerente, ulcere, lesioni ecc... Infine l'esame può portare a possibili sospetti di pancreatite e malfunzionamento del fegato.

## Esami visivi
Le feci possono essere analizzate visivamente, per determinare alcune condizioni fisiologiche, in tal ambito è stata sviluppata la "Bristol stool scale" per la consistenza delle stesse e i problemi dell'alvo, mentre il colore delle feci può indicare problemi ad alcuni organi interni, come nel caso delle feci acoliche o delle rettorragie, in altri casi le colorazioni sono dovute all'età dell'individuo, come il meconio, che viene espulso nei primi giorni di vita, in altri casi il colore può essere influenzato dai farmaci, come il ferro assunto per via orale che può dare la colorazione molto scura quasi nera, un'altra causa delle alterazioni delle feci può data dalle malattie, come nel caso del colera che può portare a feci iper-acoliche.